# William Henry Barlow
William Henry Barlow (10 de mayo de 1812 - 12 de noviembre de 1902) fue un ingeniero civil británico del siglo XIX, particularmente asociado con proyectos ferroviarios. A lo largo de su carrera participó en numerosas empresas de ingeniería, y como ingeniero del Ferrocarril de Midland en su extensión de Londres, diseñó la terminal londinense de la compañía en la Estación de Saint Pancras.
Con John Hawkshaw, completó el puente colgante de Clifton ideado por Isambard Kingdom Brunel. Después del desastre del puente del Tay, formó parte de la comisión que investigó las causas del derrumbe y diseñó el puente ferroviario del Tay que reemplazó al puente colapsado. Barlow también fue inventor y experimentador, patentando el diseño de un tipo de carril que lleva su nombre y realizando investigaciones sobre el uso y diseño de estructuras de acero. Fue Miembro de la Royal Society, Miembro de la Real Sociedad de Edimburgo, de la Institución de Ingenieros Civiles y de la Institución de Ingenieros Mecánicos.

## Primeros años
Barlow nació en 1812 en Woolwich, Kent (ahora en el sureste de Londres), hijo del matemático y físico Peter Barlow, profesor en la Real Academia Militar de Woolwich. William Barlow era el hermano menor de Peter William Barlow. Después de recibir educación privada, Barlow comenzó a estudiar ingeniería civil con su padre a la edad de dieciséis años. Después de un año, inició un pupilaje en el departamento de maquinaria de la Marina Real británica en el Astillero de Woolwich, cerca de la casa familiar. Luego trabajó en los Muelles de Londres para Henry Robinson Palmer.
Barlow se casó con Selina Crawford Caffin en mayo de 1842 en Charlton, Kent. La pareja tuvo cuatro hijos y dos hijas. Su hijo Crawford Barlow se convirtió en ingeniero civil, y trabajó con su padre.

## Carrera
Desde 1832, Barlow pasó seis años trabajando como ingeniero en Constantinopla (imperio otomano), interviniendo en la construcción de una factoría para la producción de piezas de artillería en nombre del fabricante de máquinas herramienta Henry Maudslay. También elaboró un informe para el gobierno turco sobre un faro en el Bósforo, que condujo a sus dos primeros artículos científicos. Por sus servicios al gobierno otomano, fue galardonado con la Orden de Nishan Iftikhar (Orden de la Gloria).
Barlow regresó a Gran Bretaña en 1838 para ocupar un puesto como ingeniero asistente en el Ferrocarril de Mánchester y Birmingham trabajando para George W. Buck. En 1842, se incorporó al Ferrocarril de los Condados de Midland como ingeniero residente para la sección entre Rugby y Derby. Cuando este ferrocarril se convirtió en parte del Ferrocarril de Midland en 1844, mantuvo el puesto y luego se convirtió en ingeniero jefe de toda la compañía. El 1 de abril de 1845 fue elegido miembro de la Institución de Ingenieros Civiles y el 6 de junio de 1850 fue elegido Miembro de la Royal Society.

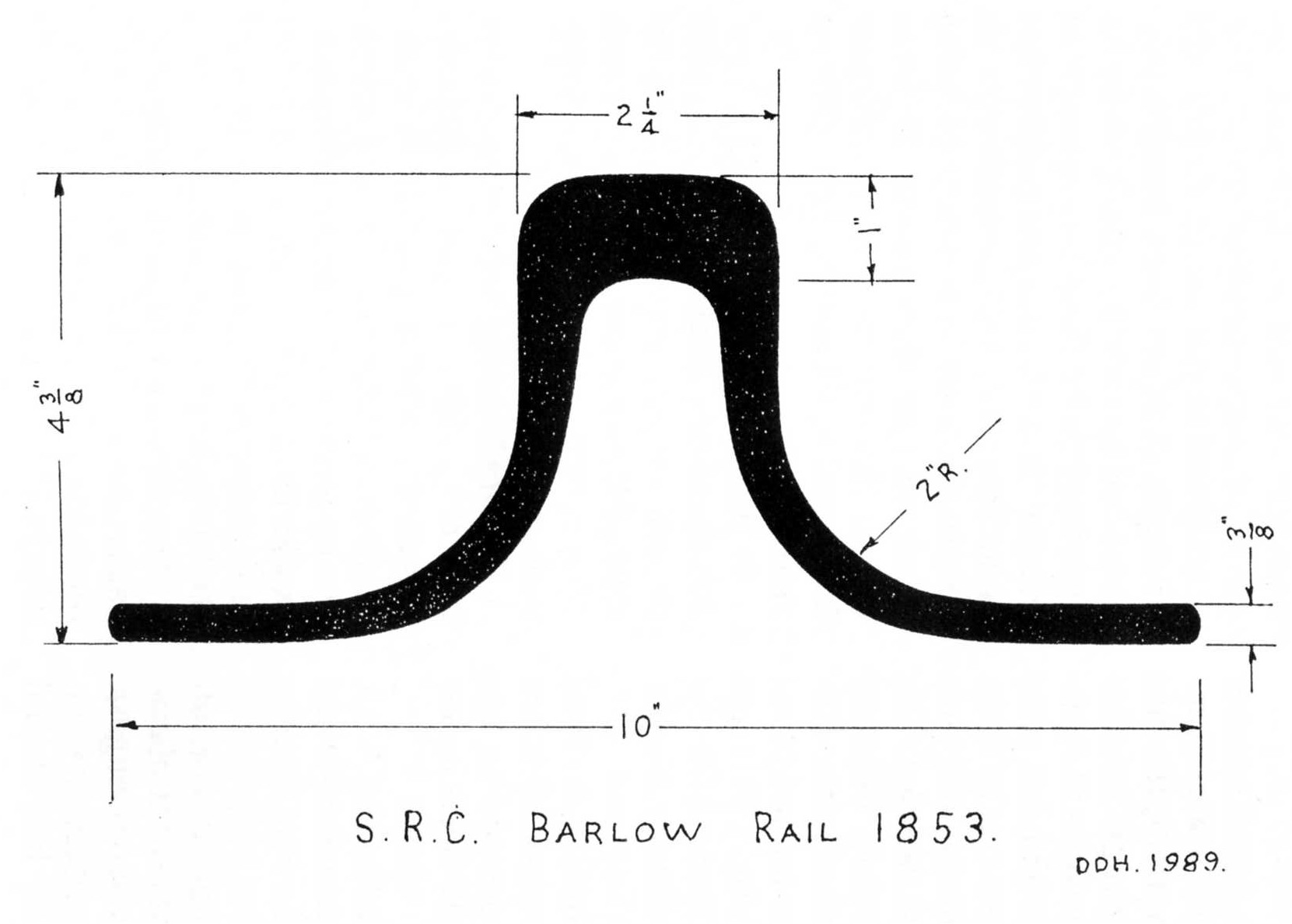
Sección transversal del carril Barlow

Mientras trabajaba en la línea principal del Ferrocarril de Midland, Barlow concluyó que el reemplazo de las traviesas representaba una parte  del costo del mantenimiento de las vías mayor que el reemplazo de los raíles, porque se deterioraban más rápidamente y necesitaban renovarse con más frecuencia. Para eliminar el costo de obtener traviesas nuevas y reemplazar las deterioradas, desarrolló y patentó su propio diseño de carril en 1849. Tenía un perfil ancho que se podía colocar directamente sobre el balasto sin necesidad de traviesas, con solo algunas barras de unión para mantener el ancho de vía correcto. Conocido como carril Barlow, fue ampliamente utilizado durante un tiempo, especialmente por la compañía del Great Western Railway.
Joseph Paxton, diseñador del Crystal Palace (el famoso edificio de fundición de hierro y de vidrio construido para alojar la Gran Exposición de 1851), era director del Ferrocarril de Midland y pidió ayuda a Barlow en la preparación de los cálculos estructurales para la estructura del edificio.

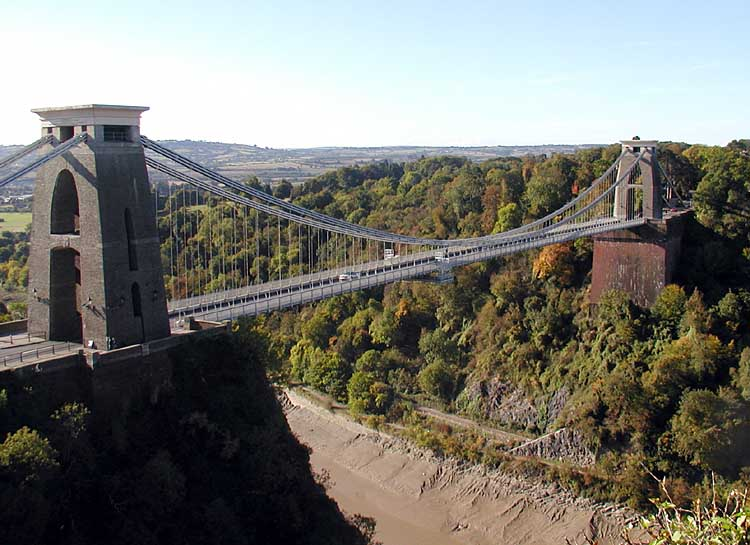
Puente colgante de Clifton

En 1857, Barlow dejó el Ferrocarril de Midland para formar su propia oficina consultora de ingeniería en Londres, con el Ferrocarril de Midland como un cliente importante. Tras la muerte de Isambard Kingdom Brunel en 1859, Barlow recibió el encargo de John Hawkshaw de completar el Puente colgante de Clifton en Bristol, cuya construcción se había estancado desde 1843 debido a la insuficiencia de fondos para terminarlo. Reutilizando las cadenas del anterior puente colgante de Hungerford construido por Brunel en Londres, que había sido demolido en 1860, Barlow y Hawkshaw completaron el puente en 1864 con una plataforma más robusta que la planeada por Brunel y otras modificaciones propiciadas por la reutilización de las cadenas existentes. La luz de su vano principal (de 702 pies (214 m)) fue la mayor de Gran Bretaña en ese momento.
Entre 1862 y 1869, Barlow fue ingeniero consultor para la extensión hacia el sur del Ferrocarril Midlan desde Bedford a Londres, incluido el diseño de la estación terminal de Londres de Saint Pancras, en Euston Road. Para hacer frente al desnivel existente y a la necesidad de cruzar el Canal Regente situado a poca distancia hacia el norte, las plataformas se construyeron sobre una estructura elevada apoyada en columnas y vigas de hierro fundido. Bajo esta estructura se dispuso el almacenamiento de las cervecerías de Burton upon Trent. Con la ayuda de Rowland Mason Ordish, también diseñó la bóveda de hierro fundido de la estación, que salva 240 pies (73,2 m) sobre el haz de vías sin apoyos intermedios, en aquel momento la cubierta más ancha de su tipo en el mundo. Esta bóveda se concibió como una manera económica y eficiente de evitar la necesidad de disponer una robusta estructura adicional en el nivel inferior. George Gilbert Scott diseñó el hotel situado frente a la cubierta de la estación.

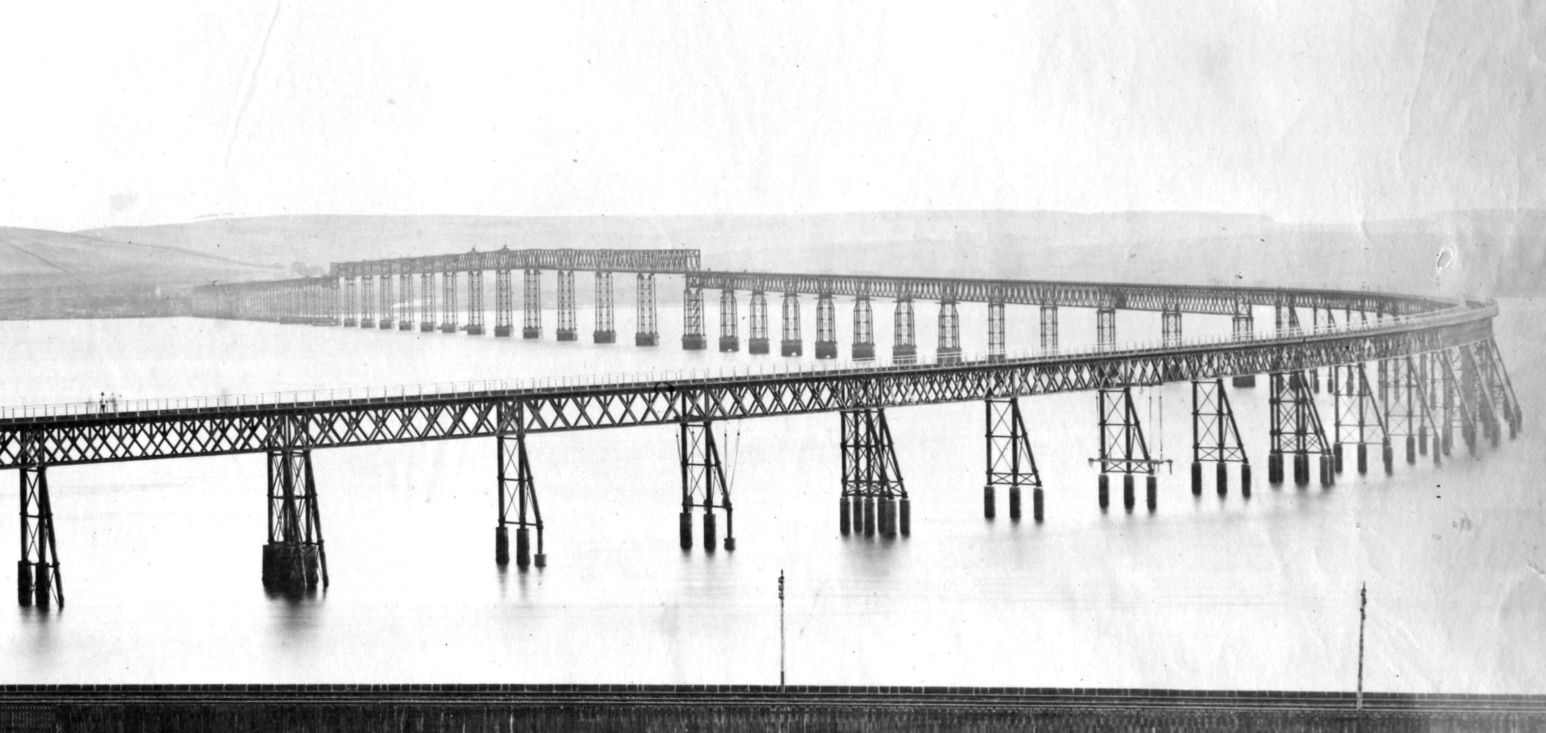
Puente ferroviario del Tay original, proyectado por Thomas Bouch. La sección central más alta se derrumbó por completo durante una tormenta en diciembre de 1879

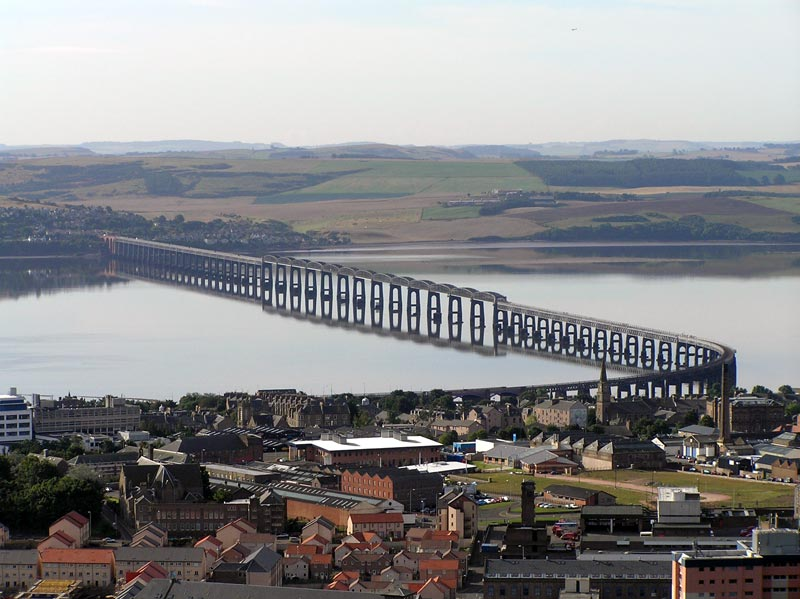
El puente de sustitución proyectado por Barlow

El 28 de diciembre de 1879, la sección central del puente del Ferrocarril Británico del Norte que cruzaba el río Tay cerca de Dundee se derrumbó (en el accidente conocido como desastre del puente del Tay) cuando un tren expreso lo cruzó durante una fuerte tormenta. Los 75 pasajeros y tripulantes del tren murieron. Como el nuevo presidente electo del Institución de Ingenieros Civiles, Barlow fue designado como miembro del Tribunal de Investigación de la Junta de Comercio sobre el desastre. Intervino en la investigación del siniestro junto con Henry Cadogan Rothery y con William Yolland, siendo el coautor de uno de los informes finales con Yolland y recomendando que se estableciera una comisión para examinar las cargas de viento en los puentes. En su informe de 30 de junio de 1880, el Tribunal de Instrucción concluyó que el puente, diseñado por Sir Thomas Bouch e inaugurado solo un año antes de su colapso, había sido "mal diseñado, mal construido y mal mantenido". Toda la sección central del puente, que estaba formada por grandes vigas de celosía y era conocida como "High Girders", se derrumbó junto con los trece caballetes que las sostenían, dejando un hueco de casi media milla (800 m) en el puente de 2 millas (3,2 km) de longitud.
Con su reputación destruida, Bouch murió en octubre de 1880. El trabajo en el puente colgante que había diseñado para cruzar el fiordo de Forth se detuvo después del colapso del puente de Tay y se pidió a Barlow, Sir John Fowler y Thomas Elliot Harrison, ingenieros consultores de las tres compañías ferroviarias involucradas en la construcción, que seleccionaran un nuevo diseño para reemplazar a la estructura cancelada. La solución fue el que llegaría a ser el famoso Puente de Forth, un puente en ménsula proyectado por Fowler y Sir Benjamin Baker.
En 1881, Barlow fue designado miembro de la Comisión de Presión del Viento (en Estructuras Ferroviarias), creada por recomendación del informe del puente del Tay. Lideró el diseño de la sustitución del puente del Tay (1882-87) con su hijo Crawford Barlow como ingeniero. El nuevo diseño utilizó grandes pilares monocasco para soportar una doble vía férrea. Los viejos pilares de ladrillo y mampostería del primer puente se mantuvieron como rompeolas para los nuevos pilares situados aguas arriba. Todavía se pueden ver hoy como un triste recordatorio de la tragedia de 1879.
Barlow fue uno de los primeros experimentadores de los usos del acero en la ingeniería civil. Realizó investigaciones en el Arsenal de Woolwich en la década de 1850 y fue miembro del comité de la Institución de Ingenieros Civiles sobre el tema. Desde 1873 fue miembro de un comité de la Junta de Comercio que elaboró en 1877 las primeras recomendaciones sobre cargas de trabajo seguras para el acero en estructuras ferroviarias.
También experimentó con la grabación de sonido. En febrero de 1874 presentó ante la Royal Society una charla Sobre la acción neumática que acompaña a la articulación de los sonidos por la voz humana, como se muestra en un instrumento de grabación. Llamó a su 'instrumento de grabación' Logógrafo.
Fue miembro de la Real Sociedad de Edimburgo, miembro de la Institución de Ingeneiros Mecánicos y de la Real Sociedad de Artes. Desempeñó el cargo de vicepresidente de la Royal Society en 1881 y fue miembro honorario de la Société des Ingénieurs Civil de France. También ostentó el grado de teniente coronel en el Cuerpo de Personal Voluntario Ferroviario.
Con problemas de salud, se retiró de la práctica profesional en 1896, junto con su hijo. Murió el 12 de noviembre de 1902 de agotamiento tras romperse una pierna, y fue enterrado en el Cementerio de Charlton, junto a la tumba de su padre. Su casa de "High Combe", Charlton Road, Greenwich, está marcada con una placa azul.

## Lecturas relacionadas
- Lewis, Peter R. (2004). Beautiful Railway Bridge of the Silvery Tay: Reinvestigating the Tay Bridge Disaster of 1879. Tempus. ISBN 0-7524-3160-9.

- Datos: Q3568691
- Multimedia: William Henry Barlow / Q3568691